# Stretto di Mindoro
Lo stretto di Mindoro (in lingua filippina "Kipot ng Mindoro") è uno degli stretti che collegano il Mar Cinese Meridionale con il Mare di Sulu nelle Filippine.

## Descrizione
Lo stretto separa l'isola di Mindoro dall'isola di Busuanga, una delle isole dell'arcipelago delle Calamian nella Provincia di Palawan. Tra le due isole si trova la barriera corallina di Apo, il più grande sistema corallino delle Filippine. La barriera corallina divide lo stretto in due parti, Apo East Pass e Apo West Pass.
Il passaggio attraverso lo stretto di Mindoro costituisce una rotta alternativa per le navi in transito tra l'Oceano Indiano e l'Oceano Pacifico ed è l'alternativa più comune per tutte le navi le cui dimensioni eccedono quelle ammesse dal Malaccamax e di conseguenza non possono transitare attraverso lo stretto di Malacca.
Recenti rilevazioni batimetriche eseguite con l'ecoscandaglio hanno mostrato che la parte centrale dello stretto di Mindoro e del passaggio di Sibutu hanno una profondità sufficiente a permettere l'esistenza della via d'acqua durante l'ultima era glaciale. Questo contraddirebbe l'ipotesi avanzata da Otley Beyer che i primi insediamenti nelle Filippine siano avvenuti attraversando a piedi il ponte continentale che si sarebbe formato in quel periodo in seguito all'abbassamento del livello marino. Nel caso invece di permanenza di acqua nello stretto, i primi abitatori dovettero utilizzare delle imbarcazioni per attraversare il mare e raggiungere le isole.